# Emil Vasilescu
Emil Vasilescu (n. 1 ianuarie 1907, Târgu Bujor, Galați, d. 27 iunie 1971, Ploiești) a fost un compozitor, pedagog, dirijor și violonist, animator al vieții culturale ploieștene de la jumătatea secolului trecut.

## Biografie
S-a născut la Târgu Bujor, Județul Galați, la 1 ianuarie 1907, fiul unui perceptor, Stamate Vasilescu, și al Anei Nițeanu, profesoară de lucru manual pentru școlile de fete. Era al patrulea dintr-un număr de șase frați. Rămas orfan de mamă la vârsta de zece ani, a fost crescut de sora cea mai mare, Margareta Vasilescu, care, la vârsta de 14 ani, a trebuit să întrețină pe toți ceilalți frați, deoarece tatăl lor i-a părăsit, recăsătorindu-se în Basarabia. Ca să se poată întreține, a învățat singur vioara, cântând prin diferite cârciumi și restaurante din Galați. 
A studiat la  Școala generală din Galați (1921), Școala Normală din Târgu Mureș și Conservatorul de muzică din Târgu Mureș. În căutare de lucru, cutreieră toată țara. La început, găsește un post de învățător suplinitor, în comuna Bunca Mare (Timiș), apoi la Lupeni și, ulterior, după terminarea studiilor, devine profesor la Conservatorul Popular de Muzică din Lugoj unde, simultan, preda muzica și vioara la Liceul de Fete Lugoj (1930-1932). În 1932 se stabilește în Prahova, inițial, tot ca învățător, la Măneciu Pământeni, apoi la Teișani (1933-1937). Din acest ultim an, se mută definitiv la Ploiești unde predă muzica la diferite școli, funcționând mai mult la Școala nr. 12 de băieți și la Liceul Comercial de băieți. După 1948 este titularizat ca profesor de muzică, în acest oraș, la Liceul Teoretic de fete, mai întâi, cu completări la Școala Profesională de Pielărie, Școala de ucenici a Rafinăriei nr. 1, Școala Pedagogică de Educatoare (1950-1954), apoi, cu catedră completă, la Liceul Sf. Petru și Pavel și la Liceul I. L. Caragiale, din 1954 - până la pensionare. În timpul dictaturii legionare, a fost arestat în aceeași noapte cu savantul Nicolae Iorga, pentru motivul că era un susținător al profesorului universitar domiciliat la Vălenii de Munte, și a fost legat de un stâlp în curtea școlii din Teișani, o comună nu departe de locuința savantului, unde Emil Vasilescu funcționase ca dascăl, și de unde, spre dimineață, a reușit să se dezlege singur, putând evada din mâinile celor care voiau să-l lichideze.

## Opera muzicală
Deși se știe că a avut multe compoziții de diferite genuri muzicale - majoritatea rămase în manuscris și depozitate de fiul său, prof. de muzică Leonida Brezeanu, la Arhivele de Stat ploieștene - la Filarmonica de Stat din Ploiești au ajuns doar două lucrări importante ale compozitorului: Simfonia ploieșteană, interpretată în premieră prin anii '50, și opera în doua acte Corina,  nepusă în scenă, datorită libretului care a fost etichetat ca plin de aluzii politice antidemocratice.

## Fondarea de ansambluri corale
Paralel cu activitatea didactică, alături de prietenul său, compozitorul Paul Constantinescu, profesorul Emil Vasilescu a fost un mare animator cultural al Ploieștiului din acea perioadă, manifestându-se în special ca dirijor și întemeietor de formațiuni corale. După război, a înființat și dirijat coruri școlare și de adulți, pe mai multe voci, cu care a câștigat numeroase premii. Erau cele mai bune coruri din Prahova: marele Ansamblu Coral CFR, de cca 100 de persoane (1948-1951), corul Întreprinderii de Salubritate (1953-1955), al Fabricii de Cărămidă Blejoi (1950-1952), corul Primăriei Ploiești (1948-1949) și corul Sindicatului de Învățământ Prahova (1955-1959). Mai amintim și două coruri bisericești. Toate aceste ansambluri corale au fost fondate exclusiv de profesor. Profesorul a fost un pasionat armonizator de coruri clasice și un apreciat pianist și violonist, pe scena Filarmonicii de Stat ploieștene. În alte ocazii, a interpretat piese clasice, alături de fratele său George Vasilescu, director general în Ministerul Transporturilor din acea vreme, și el un talentat violonist amator. Emil Vasilescu, de asemenea, a compus și câteva lieduri pe versurile unor poeți clasici români și străini.

## Activitatea la Radio București
Cu două coruri a făcut valoroase transmisii în direct și înregistrări la vechile studiouri ale postului de Radio București, imediat după război. Corul de băieți al Liceului Sf. Petru și Pavel din Ploiești a fost invitat la radio de trei ori, succesiv. Emil Vasilescu a fost și un pasionat culegător de folclor muzical, toate culegerile fiind incluse în cărțile lui.

## Publicații
- Carte de cântece și coruri școlare (Editura Unirea, 1936)
- Caiet de cântece școlare didactice (1948).
- Moș Cocoloș (Povestiri pentru copii, 1940)